# Centro de carga
Un centro de carga es un tablero metálico que contiene una cantidad determinada de interruptores termo magnéticos, generalmente empleados para la protección y des-conexión de pequeñas cargas eléctricas y/o alumbrado. En el caso de que en el tablero se concentre exclusivamente interruptores para alumbrado, se conoce como "tablero de alumbrado"; si concentra otros tipos de cargas, se conoce como "tablero de fuerza"; en caso de que contenga interruptores tanto para fuerza como alumbrado se conocerá como "tablero de fuerza y alumbrado" o "tablero mixto".
Los centros de carga pueden ser clasificados por:
```
- Su cantidad de fases: monofásicos o trifásicos, razón por la cual pueden soportar interruptores termo-magnéticos mono-polares, bipolares o tripulares. 
- Su utilidad: Si en el tablero hay solo interruptores de alumbrado; se le denomina tablero de alumbrado; Si alberga otros tipos de carga es conocido como tablero de fuerza; Si contiene interruptores tanto para fuerza como para alumbrado se le llama: tablero mixto.
```

De acuerdo con el número de circuitos, pueden contener 1, 2, 4, 6, 8, 12, 20, 30, 40, 42 y hasta 80 unidades.
- Datos: Q5762003